# Arroyo Cuay Grande
El arroyo Cuay Grande es un curso de agua de la provincia de Corrientes, Argentina que desagua en el río Uruguay.
El mismo nace en el bañado del mismo nombre, en el departamento de Santo Tomé y que con rumbo suroeste se dirige hasta desembocar en el río Uruguay antes de unirse con su principal afluente, el arroyo Cuay Chico, cerca de la localidad homónima.
- Datos: Q5705632